# یواس‌سی‌جی‌سی کوسلیپ (دبلیوال‌بی-۲۷۷)
یواس‌سی‌جی‌سی کوسلیپ (دبلیوال‌بی-۲۷۷) (به انگلیسی: USCGC Cowslip (WLB-277)) یک کشتی است که طول آن ۱۸۰ فوت (۵۵ متر) می‌باشد. این کشتی در سال ۱۹۴۲ ساخته شد.